# Notoedres
Genre
Notoedres est un genre d'acariens de la famille des Sarcoptidae.

## Liste des espèces
Selon GBIF (9 avril 2024) :
- Notoedres alepis (Railliet & Lucet, 1893)
- Notoedres alepis (Robin & Lanquetin)
- Notoedres cati (Hering, 1838)
- Notoedres centrifera Jansen, 1963
- Notoedres chiropteralis (Trouessart, 1896)
- Notoedres cuniculi (Gerlach)
- Notoedres miniopteri Fain, 1959
- Notoedres muris (Mégnin, 1877)
- Notoedres musculii (Kraemer, 1865)
- Notoedres myoticola (Fain, 1959)

## Classification
Le nom valide complet (avec auteur) de ce taxon est Notoedres Railliet, 1893.
Ce taxon a été créé initialement en tant que sous-genre du genre Sarcoptes.
Notoedres a pour synonymes :
- Bakeracarus Fain, 1959
- Chirnyssus Fain, 1959
- Jansnotoedres Fain, 1965
- Mesonotoedres Jansen, 1963
- Metanotoedres Fain, 1959
- Neonotoedres Jansen, 1963
- Notoedrus Canestrini, 1894
- Notroedus Berlese, 1897
- Suncicoptes Fain & Lukoschus, 1976

## Publication originale
- Alcide Railliet, Traité de Zoologie médicale et agricole, Paris, Asselin & Houzeau, 1893, 1303 p. (lire en ligne), p. 660.